# Galena (Illinois)
Galena – miasto w Stanach Zjednoczonych, w stanie Illinois, siedziba administracyjna hrabstwa Jo Daviess.